# Ozouer-le-Voulgis
Ozouer-le-Voulgis és un municipi francès, situat al departament de Sena i Marne i a la regió de Illa de França. L'any 2007 tenia 1.685 habitants.
Forma part del cantó de Fontenay-Trésigny, del districte de Melun i de la Comunitat de comunes Brie des Rivières et Châteaux.

## Demografia

### Població
El 2007 la població de fet d'Ozouer-le-Voulgis era de 1.685 persones. Hi havia 579 famílies, de les quals 104 eren unipersonals (37 homes vivint sols i 67 dones vivint soles), 137 parelles sense fills, 275 parelles amb fills i 63 famílies monoparentals amb fills.
La població ha evolucionat segons el següent gràfic:
Habitants censats

### Habitatges
El 2007 hi havia 658 habitatges, 598 eren l'habitatge principal de la família, 31 eren segones residències i 29 estaven desocupats. 620 eren cases i 28 eren apartaments. Dels 598 habitatges principals, 528 estaven ocupats pels seus propietaris, 58 estaven llogats i ocupats pels llogaters i 13 estaven cedits a títol gratuït; 10 tenien una cambra, 24 en tenien dues, 66 en tenien tres, 134 en tenien quatre i 365 en tenien cinc o més. 474 habitatges disposaven pel capbaix d'una plaça de pàrquing. A 211 habitatges hi havia un automòbil i a 357 n'hi havia dos o més.

### Piràmide de població
La piràmide de població per edats i sexe el 2009 era:
| Homes | Edats   | Dones |
| ----- | ------- | ----- |
| 0     | 95 o +  | 8     |
| 0     | 90 a 94 | 8     |
| 0     | 85 a 89 | 8     |
| 4     | 80 a 84 | 16    |
| 16    | 75 a 79 | 24    |
| 28    | 70 a 74 | 24    |
| 4     | 65 a 69 | 12    |
| 20    | 60 a 64 | 24    |
| 28    | 55 a 59 | 12    |
| 64    | 50 a 54 | 52    |
| 100   | 45 a 49 | 76    |
| 48    | 40 a 44 | 72    |
| 68    | 35 a 39 | 64    |
| 60    | 30 a 34 | 72    |
| 24    | 25 a 29 | 32    |
| 52    | 20 a 24 | 24    |
| 96    | 15 a 19 | 64    |
| 96    | 10 a 14 | 64    |
| 68    | 5 a 9   | 24    |
| 48    | 0 a 4   | 36    |

## Economia
El 2007 la població en edat de treballar era de 1.125 persones, 871 eren actives i 254 eren inactives. De les 871 persones actives 835 estaven ocupades (434 homes i 401 dones) i 35 estaven aturades (19 homes i 16 dones). De les 254 persones inactives 80 estaven jubilades, 118 estaven estudiant i 56 estaven classificades com a «altres inactius».

### Ingressos
El 2009 a Ozouer-le-Voulgis hi havia 629 unitats fiscals que integraven 1.810,5 persones, la mediana anual d'ingressos fiscals per persona era de 23.977 €.

### Activitats econòmiques
Dels 61 establiments que hi havia el 2007, 2 eren d'empreses alimentàries, 3 d'empreses de fabricació de material elèctric, 5 d'empreses de fabricació d'altres productes industrials, 10 d'empreses de construcció, 8 d'empreses de comerç i reparació d'automòbils, 3 d'empreses de transport, 1 d'una empresa d'hostatgeria i restauració, 2 d'empreses d'informació i comunicació, 4 d'empreses immobiliàries, 11 d'empreses de serveis, 3 d'entitats de l'administració pública i 9 d'empreses classificades com a «altres activitats de serveis».
Dels 17 establiments de servei als particulars que hi havia el 2009, 1 era un taller de reparació d'automòbils i de material agrícola, 1 taller d'inspecció tècnica de vehicles, 1 autoescola, 1 paleta, 1 guixaire pintor, 1 fusteria, 3 lampisteries, 3 electricistes, 1 empresa de construcció, 2 perruqueries, 1 restaurant i 1 agència immobiliària.
Dels 2 establiments comercials que hi havia el 2009, 1 era una botiga de més de 120 m² i 1 una botiga de menys de 120 m².
L'any 2000 a Ozouer-le-Voulgis hi havia 7 explotacions agrícoles.

## Equipaments sanitaris i escolars
El 2009 hi havia 1 escola maternal integrada dins d'un grup escolar amb les comunes properes formant una escola dispersa i 1 escola elemental.

## Poblacions properes
El següent diagrama mostra les poblacions més properes.